# Deutscher Fußball-Verband für Mähren und Schlesien
Der Deutsche Fußball-Verband für Mähren und Schlesien (DFVfMuSch), tschechisch Německá fotbalová asociace pro Moravu a Slezsko (NFAMS), war ein Sportverband, der am 13. Juli 1913 in Ostrava gegründet wurde. Er war autonomes Mitglied des Österreichischen Fußball-Verband (ÖFV) und organisierte die mährischen und schlesische Fußballmeisterschaft und nationale Meisterschaftsspiele. Nach Auflösung schlossen sich die Vereine entweder der tschechoslowakische Fußballvereinigung, tschechisch Československá associace footballová (ČSAF) oder dem polnischen Fußballverband, Polski Związek Piłki Nożnej (PZPN) an.

## Gründung
Der älteste Verband wurde für Vereine aus Mähren und einem Teil des österreichisch-ungarischen Teils von Schlesien gegründet. Auf Initiative von R. Jendrzejowskiego vom Verein Bielitz-Bialaer Sportverein (BBSV) wurde der Deutsche Fußball-Verband für Mähren und Schlesien (DFVMuSch) am 13. Juli 1913 ins Leben gerufen. Der Verband war nur für deutsche Vereine, tschechische Vereine wurden nicht aufgenommen.

## Präsidenten des DFVfMuSch
- Gründer: R.Jendrzejowskiego

## Mitglieder
Der Verband wurde von insgesamt 15 Vereinen gegründet. Unter anderem waren folgende Vereine, entweder aus Mähren oder Schlesien, bei diesem Verband Mitglied:
- Mähren
  - DFC Brünn

- Schlesien
  - Bielitz-Bialaer Sportverein
  - VfR 1897 Breslau
  - DSV Troppau

## Nationalmannschaft
keine Informationen

## Bewerbe
| Saison        | Meister                                   |
| Meisterschaft | Meisterschaft                             |
| ------------- | ----------------------------------------- |
| 1911/12       | DSV Troppau                               |
| 1912/13       | DSV Troppau                               |
| 1913/14       | DSV Troppau                               |
| 1914/15       | während des Ersten Weltkriegs eingestellt |
| 1915/16       | während des Ersten Weltkriegs eingestellt |
| 1916/17       | während des Ersten Weltkriegs eingestellt |
| 1917/18       | während des Ersten Weltkriegs eingestellt |
| 1918/19       | –                                         |

In Mähren und Schlesien wurden drei Meisterschaften von 1911 bis 1914 ausgetragen, die alle drei der DSV Troppau gewann. Der Kriegsbeginn 1914 verhinderte einen regulären Meisterschaftsbetrieb.

## Auflösung

### Mähren
Nach Auflösung schlossen sich die Vereine der tschechoslowakische Fußballvereinigung, tschechisch Československá associace footballová (ČSAF) an.

### Schlesien
Nach Auflösung schlossen sich die Vereine entweder der tschechoslowakische Fußballvereinigung, tschechisch Československá associace footballová (ČSAF) oder dem polnischen Fußballverband, Polski Związek Piłki Nożnej (PZPN) an.